# Canneto Pavese
Canneto Pavese är en ort och kommun i provinsen Pavia i regionen Lombardiet i Italien. Kommunen hade 1 379 invånare (2018).